# Wacheltuch
Ein Wacheltuch ist ein Utensil, das in einer Sauna benutzt wird. Dabei handelt es sich üblicherweise um ein Handtuch oder Badetuch, das während des Aufgusses im Kreis geschwungen wird, um die heiße Luft von oben (der Decke) nach unten zu den Saunagästen zu bewegen.
Das Wacheltuch ist aus hygienischen Gründen ausschließlich für diesen Zweck vorgesehen und wird keinesfalls auch zum Unterlegen und Daraufsetzen benutzt. Die Verwendung des eigenen Schweißtuchs zu diesem Zweck hat meistens einen Saunaverweis zur Folge.
Der Ausdruck „Wacheltuch“ entstammt der österreichischen Kultur und leitet sich etymologisch von wacheln, winken, fächeln ab.